# 한상봉 (프로게이머)
한상봉(1990년 2월 21일 ~ )는 대한민국의 전직 스타크래프트 프로게이머이다. Gangyu[saM]라는 아이디를 사용하며, 종족은 저그이다.

## 개요
2005년 하반기 드래프트에서 GO(현 CJ 엔투스)의 1차 지명으로 입단하였으나, 2006년 은퇴하였다. 하지만 23회 커리지매치에 입상하여 다시 준프로게이머 자격을 획득, 2006년 하반기 드래프트에서 CJ 엔투스의 추천선수로 재입단하면서 다시 프로게이머로 복귀하였다. (추천선수 제도는 준프로게이머가 아닌 아마추어에게만 적용되므로 한상봉은 23회 커리지매치에 입상하여 취득한 준프로게이머 자격을 반납하였다.)
시원한 공격과 뒤를 돌아보지 않는 화끈한 올인성 전략도 서슴지 않아 쇼부봉이란 별명이 있다.
아발론 MSL에서 생애 첫 결승에 진출하였으나 김윤환에게 1:3 패배하여 우승컵을 들어올리지는 못했다.
2009년 10월 7일, 웅진 스타즈로 이적하였다.
개막전인 SKT T1 전에서 이적 후 첫 출전을 했으나, 박재혁에게 패배하는 등 프로리그에서 연패를 하며 이적 슬럼프를 우려했으나, 양대 리그에서 좋은 기량을 보여주며 프로리그에서도 팀내 김명운-윤용태 다음으로 승수를 쌓아주며 당당히 에이스 카드로 입지를 굳혔다.
2010년 3월 9일, 신한은행 위너스리그 09-10에서 SKT T1의 정명훈, 고인규, 도재욱 등을 꺾으면서 웅진 스타즈를 첫 포스트시즌에 진출시키는 데 공헌을 하였다.
2010년 9월 14일, SK텔레콤 T1으로 전격 이적하였으나 2011년 3월 10일, 임의탈퇴가 공시되었다.
그리고 2011년 5월 30일, 육군에 입대하였고 2013년 2월 28일, 전역하였다.

## 수상 경력
메이저 개인리그 준우승 1회
- 2005년 제10회 커리지 매치 입상
- 2005년 메탈테이배 1위
- 2005년 2005년 준프로게이머 평가전 준우승
- 2006년 제23회 커리지 매치 입상
- 2007년 2007 서울 국제 e스포츠 페스티벌 스타크래프트 256강전 32강
- 2007년 곰TV MSL 시즌3 8강
- 2008년 곰TV MSL 시즌4 16강
- 2008년 곰TV TG삼보-인텔 클래식 2008 시즌1 32강
- 2008년 아레나 MSL 2008 16강
- 2008년 곰TV TG삼보-인텔 클래식 2008 시즌2 32강
- 2009년 로스트사가 MSL 2009 16강
- 2009년 박카스 스타리그 2009 16강
- 2009년 곰TV TG삼보-인텔 클래식 2008 시즌3 32강
- 2009년 WCG 2009 한국대표 선발전 8강
- 2009년 아발론 MSL 2009 준우승 (1:3 김윤환)
- 2009년 EVER 스타리그 2009 16강
- 2010년 NATE MSL 2009 4강
- 2010년 대한항공 스타리그 2010 Season 1 16강
- 2010년 하나대투증권 MSL 2010 32강
- 2010년 대한항공 스타리그 2010 시즌2 36강
- 2010년 박카스 스타리그 2010 36강
- 2014년 픽스 9차 소닉 스타리그 4위
- 2014년 스베누 10차 소닉 스타리그 32강
- 2015년 헝그리앱 스타즈 리그 위드 콩두 준우승
- 2015년 스베누 스타리그 시즌 2 듀얼 토너먼트 24강
- 2015년 VANT 36.5 대국민 스타리그 32강

## 기타 기록
- MSL 저그 최초 4강에서 역스윕J(vs 변형태)